# روزا كاستيلو
روزا كاستيلو (بالإسبانية: Rosa Castillo)‏ (14 فبراير 1956 في إسبانيا - ) هي لاعبة كرة سلة إسبانية في مركز الوسط.

## وصلات خارجية
- روزا كاستيلو على موقع الاتحاد الدولي لكرة السلة (الإنجليزية)